# Mogh Rahmat
Mogh Rahmat (persiska: مغ رحمت), även kallad Berizak eller Birizg, är en by i Iran.   Den ligger i provinsen Hormozgan, i den sydöstra delen av landet. Mogh Rahmat ligger 7 meter över havet. Närmaste större samhälle är Harangān, 2 km åt nordost.